# Abianos
Abianos era um povo cita polígamo, cujos territórios faziam fronteira com o dos missianos da Trácia. Também eram chamados de galactófagos por consumirem leite de égua.